# レニー・コンリー
レニー・コンリー（Renié Conley、1901年7月31日 - 1992年6月12日）はアメリカ合衆国の衣裳デザイナー。

## 主なフィルモグラフィ
- 恋愛手帖 Kitty Foyle (1940)
- キャット・ピープル Cat People (1942)
- タイムリミット25時 Deadline at Dawn (1946)
- クレオパトラ Cleopatra (1963)
- 砲艦サンパブロ The Sand Pebbles (1966)
- 白いドレスの女 Body Heat (1981)